# Lycosa adusta
Lycosa adusta är en spindelart som beskrevs 1898 av Nathan Banks. Lycosa adusta ingår i släktet Lycosa och familjen vargspindlar. Inga underarter finns listade i Catalogue of Life.